# Eleições legislativas portuguesas de 1871
As eleições legislativas portuguesas de 1871 foram realizadas no dia 9 de julho.

## Resultados Nacionais
| ↓                 |                  |                     |                    |                      |
| 31                | 27               | 22                  | 14                 | 8                    |
| Partido Histórico | Partido Avilista | Partido Regenerador | Partido Reformista | Partido Constituinte |

|       | Partido Histórico    | 30,0 / 100,0 | 10    | 31 / 107 | 11    |       |       |
|       | Partido Avilista     | 26,0 / 100,0 | 10    | 27 / 107 | 11    |       |       |
|       | Partido Regenerador  | 22,0 / 100,0 | 10    | 22 / 107 | 10    |       |       |
|       | Partido Reformista   | 14,0 / 100,0 | 38    | 14 / 107 | 54    |       |       |
|       | Partido Constituinte | 8,0 / 100,0  | Novo  | 8 / 107  | Novo  |       |       |
| Fonte | Fonte                | Fonte        | [ 1 ] | [ 1 ]    | [ 1 ] | [ 1 ] | [ 1 ] |

### Gráfico
| Gráfico dos resultados | Gráfico dos resultados | Gráfico dos resultados | Gráfico dos resultados | Gráfico dos resultados |
| ---------------------- | ---------------------- | ---------------------- | ---------------------- | ---------------------- |
|                        |                        |                        |                        |                        |
| Partido Histórico      | Partido Histórico      |                        | 30%                    | 30%                    |
| Partido Avilista       | Partido Avilista       |                        | 26%                    | 26%                    |
| Partido Regenerador    | Partido Regenerador    |                        | 22%                    | 22%                    |
| Partido Reformista     | Partido Reformista     |                        | 14%                    | 14%                    |
| Partido Constituinte   | Partido Constituinte   |                        | 8%                     | 8%                     |

Nota: o número de deputados eleitos de cada força política correspondem apenas ao eleitos no continente e nas ilhas.

## Tabela de resultados[2]
| Viana do Castelo | Viana do Castelo | Viana do Castelo                    | Viana do Castelo | Viana do Castelo | Viana do Castelo |
| Partido          | Partido          | Candidato                           | Votos            | %                | Deputados        |
| ---------------- | ---------------- | ----------------------------------- | ---------------- | ---------------- | ---------------- |
|                  | Regenerador      | Alfredo Filgueiras da Rocha Peixoto | 1 347            | 59,1             | 1 / 1            |
|                  |                  | João Ribeiro dos Santos             | 926              | 40,6             | 0 / 1            |
| Votos inválidos  | Votos inválidos  | Votos inválidos                     | 3                | 0,1              |                  |
| Total            | Total            | Total                               | 2 280            | 100              | 1                |

### Melgaço
| Deputado                       | Votos | %    | Deputados |
| ------------------------------ | ----- | ---- | --------- |
| António Correia Caldeira       | 1 810 | 60,1 | 1 / 1     |
| Antonio Alberto da Rocha Paris | 1 198 | 39,8 | 0 / 1     |
| Total                          | 3 011 | 100  | 1         |